# 南谷昌二郎
南谷 昌二郎（なんや しょうじろう、1941年7月2日-）は、日本の実業家。西日本旅客鉄道株式会社（JR西日本）代表取締役社長・会長を歴任。
JR福知山線脱線事故発生時の会長職。事故発生直後には任期切れが迫っていた関西経済連合会副会長職の続投を示唆し、引き続き会長職を務めながら事故処理や経済界の活動に当たる考えを示していたが、翌年、事故の責任を取って会長職を辞任した。後に業務上過失致死罪容疑で起訴された際には、JR西日本本社前で記者会見を開き、「申し訳ない気持ちでいっぱい」と述べた。

## 略歴
- 1941年7月2日 - 愛知県に生まれる。
- 1964年 - 東京大学経済学部卒業、日本国有鉄道入社[2]。
- 1985年 - 国鉄職員局労働課長[2]。
- 1987年4月 - JR西日本取締役人事部長[2]。
- 1989年6月 - 取締役東京本部長[2]。
- 1990年6月 - 常務取締役[2]。
- 1991年6月 - 常務取締役総合企画本部長[2]。
- 1992年6月 - 代表取締役専務総合企画本部長・東京本部長兼務[2]。
- 1994年6月 - 代表取締役副社長[2]。
- 1997年4月1日 - 代表取締役社長[2]。
- 2002年 - 代表取締役社長 兼 執行役員。
- 2003年 - 代表取締役会長。
- 2006年 - 2005年4月25日に発生したJR福知山線脱線事故の責任を取り、代表取締役会長退任。
- 2009年 - JR西日本嘱託（特命担当)。
- 2009年10月22日 - 神戸第1検察審査会が、南谷含む歴代社長3人を起訴すべきだとする「起訴相当」を議決[3]。
- 2009年12月4日 - 不起訴となるが、検察審査会は自動的に再審査に入る[4]。
- 2010年3月26日 - 神戸第一検察審査会が再び起訴相当と議決したため、強制起訴が決まる。
- 2010年4月23日 - 在宅強制起訴される[5]。
- 2017年6月13日 - 最高裁第2小法廷は上告を棄却。これにより無罪が確定した。